# 경기·위황의 난
경기와 위황의 난은 후한 말기 218년 경기와 위황 등이 승상 조조에 대항해 일으킨 반란으로 동승의 거사, 복황후의 거사 이후 마지막으로 일어난 후한 부흥 운동이었다.

## 배경
196년 삼보의 난에서 헌제를 구한 공으로 후한의 승상이 된 조조는 멋대로 정치를 좌지우지하며 자신의 친위 세력들로 주요 벼슬 자리를 채우고 있었다.
218년 조조가 하북의 중심지 업군에 머물러 있고 조홍과 하후연, 장합에게 5만 군사를 주어 유비와의 접경 지역인 한중을 지키게 했으며 하후돈에게는 3만 군사를 주어 허창을 경계하며 순찰하게 하였다. 그리고 장사 왕필에게 어림군의 지휘 권한을 주어 허창을 지키게 하였다.
그러나 이 틈을 타 낙양 출신의 승상부의 요직이던 경기가 사적 위황과 모의해 조조를 제거하기로 결정한다. 그리고 위황의 추천으로 한실 제상 김일제의 후손인 김위와 이전 동승의 거사 때 참여했다가 자결한 길평의 아들 길막과 길목도 끌어들인다.

## 과정
경기와 위황은 먼저 정월 보름날 밤 집안의 장정들을 거느려 왕필을 죽이고 허창을 점령한 뒤 헌제에게 청해 자신들을 오봉루에 오르게 한 다음 조조를 치라고 유시하고 백성들을 규합해 조조를 막으며 유비를 불러들일 계획을 세웠다.
그리고 계획에 참여한 5사람은 저마다 부리는 종자 300 ~ 400명을 거느리고 병장기를 준비해 두었으며 길막과 길목 형제도 장정 300명을 모아 각기 할일을 배정해 두었다.
정월 대보름날 밤, 경기와 위황은 왕필의 병영에 불을 지르고 이에 놀란 왕필은 도망가다가 경기의 활에 어깨를 맞고 김위의 집으로 달려갔으나 곧 김위도 사건에 가담한 것을 알고 서둘러 조휴의 집으로 달려갔다.
이에 조휴는 1000명의 군사를 이끌고 죽을힘을 다해 궁궐을 지켰으나 경기와 위황도 백성들을 규합해 맞섰다. 이때 성 밖 5리쯤에 주둔한 하후돈이 3만 대군을 이끌고 쳐들어와 허창을 포위했으며 밤새도록 혼전을 벌였다.
결국 김위와 길씨 형제 모두 죽임을 당하자 경기와 위황은 남은 수하 100명을 이끌고 죽을힘을 다해 성문으로 나갔으나 그곳을 지나던 하후돈의 대군을 만나 수하가 모두 전멸당하고 붙잡힌다.
이 소식을 들은 조조가 달려와 경기와 위황을 처형하고 다섯 주모자의 일가를 모두 죽였다. 또한 경기와 위황 등이 허창에 불을 놓았을 때 불을 끄러 나온 자들도 반란에 참여한 것으로 간주해 장하 기슭으로 끌어내 처형했는데 그 수가 300명에 달했다고 한다.

## 결과 및 영향
조조는 관직을 재정비해 왕필이 경기의 활에 맞은 상처가 덧나 죽자 조휴가 뒤를 이어 어림군 총독이 되었으며 종요가 상국, 화흠이 어사대부로 봉해졌다. 또한 후작 6등 18급과 관중후작 17급을 정하고 각기 인사교체를 단행했다.
이로써 후한 대신들이 일으킨 마지막 부흥 운동도 실패로 끝나면서 후한은 이름뿐인 제국으로 전락해 220년 결국 조조의 아들 조비에 의해 선양이 이루어져 멸망하고 만다.